# Tajikina juliae
Tajikina juliae är en plattmaskart som först beskrevs av Tajikina 1982., och fick sitt nu gällande namn av Martens och Curini-Galletti 1994. Tajikina juliae ingår i släktet Tajikina och familjen Monocelididae. Inga underarter finns listade i Catalogue of Life.